# حشيشة الجاموس
حشيشة الجاموس أو عشب الجاموس عشب مرج في أمريكا الشمالية موطنه كندا والمكسيك والولايات المتحدة. هي عشبة برية مرعوية من فصيلة النجيليات، تكثر في المناقع وعلى ضفاف الأنهر.

## الوصف
عشب قصير معمر في الموسم الدافئ، مقاوم للجفاف والحرارة والبرودة. عادة ما تطول أوراقه من 5 إلى 13 سم، لكنها قد تطول إلى 30 سم في جنوب السهول الكبرى. عادة ما يكون حشيشة الجاموس ثنائية المسكن ، ولكن قد تكون أحادية المسكن أو مع أزهار مثالية. تطول سيقان الزهور من 10 إلى 20 سم. الإزهار الذكري سنبلي التجميع . يتكون الإزهار الأنثوي من سنيبلات قصيرة محمولة في عناقيد شبيهة بالبيرل، وتحمل من اثنتين إلى أربع سنيبلات في كل بر.
يرسل عشب الجاموس العديد من الرئد المتفرعة و جذمور في أحيان أخرى. الجذور عديدة وتحتل التربة تمامًا. تشكل الجذور العديدة والجذور عشبًا كثيفًا. تعتبر جذور حشيشة الجاموس أدق من جذور معظم أعشاب السهول، حيث يكون قطرها أقل من ملم.

## الاستخدامات

### المرج والحديقة
يستخدم حشيشة الجاموس عشباً يتحمل الجفاف في المروج في أمريكا الشمالية ويزرع أيضًا ليكون علفاً.

### البناء
استخدمت مُخضرة لبناء منازل مخضرة.